# 利默里克苏维埃
利默里克苏维埃存在于1919年4月14日—27日，是1919年—1923年爱尔兰出现的众多苏维埃之一。在爱尔兰独立战争开始时，利默里克贸易和劳工委员会组织了一次总罢工，以抗议英国军队根据《国防法》宣布利默里克市大部和利默里克郡部分地区为“特别军事区”。利默里克苏维埃在这期间管理城市，印刷自己的货币并组织食品供应。

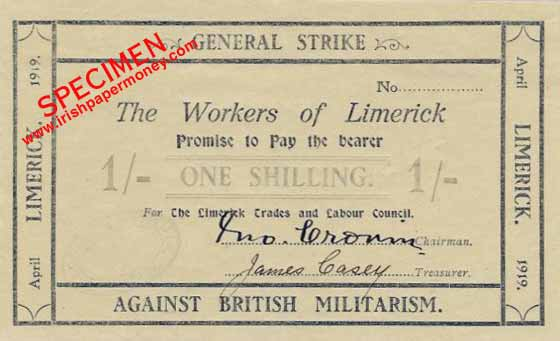
利默里克苏维埃发行的纸币